# 阳大铁路
阳泉北至大寨铁路位于山西省阳泉市和山西省晋中市。全长79.026公里，最高速度120公里/小时，为国铁I级单线电气化铁路。目前往返于阳泉北和阳泉东的市郊旅客列车和途径阳泉北至昔阳段的K4588和K4587普速列车已经开通，解决当地市民的出行需要；未来本线将开行运输煤炭的货车。

## 线路详情
阳大铁路项目总投资45.9亿元，其中本金20亿元，山西省政府投资10亿元，阳泉市政府出资6.5亿元，阳煤集团投资3.5亿元，国铁集团并未投资；工程总承包方为中国铁路设计集团。
本线79公里中，阳泉北至阳泉东段37.9公里为新建线路，阳泉东至大寨段将利用并改造既有线区间。本线上共9座隧道、17座桥梁，配电所位于阳泉北站附近，还设有1座市域动车所。本线在设计阶段就预留了在阳泉北站接入石太客运专线的轨道，以及让高速列车驶入阳泉东站的条件，包括CTCS-2信号系统、列控中心和应答器等设施。
本线阳泉北站位于既有阳泉北站南侧，为高架站；离开阳泉北站后，线路向东延伸，通过隧道下穿阳五高速公路（晋高速S45），于盂县牛村镇杏村以西设盂县东站；随后铁路上跨S314和阴山河，经杨家庄村以北，于大河北村东折向南跨越温河、阳五高速公路，经东南沟村、苏家泉村以西，于猪头垴村以北下穿京昆高速公路，在郊区河底镇以东设河底站；离开河底站后，线路上跨河苇线，经后洼村南，而后线路向南贴近阳五高速，在荫营镇东侧设置荫营东站；随后铁路折向西南方向，在三泉村以北接近既有白荫铁路（义井镇白羊墅村至荫营镇）第4.85公里处，并沿着这条铁路新建轨道至李家庄乡桃坡村，并在此设立阳泉东站；在早期规划中，本线河底站以南设计了郊区和杨家庄两个车站，后来郊区站更名为荫营东站，成为预留车站，杨家庄站因线路向西改动至李家庄乡，而改为现在的阳泉东站。阳泉东至大寨段将设置3个车站，为平定站、宁艾站（预留）、昔阳站。
2025年1月27日，平定站，昔阳站正式开通运营。

## 历史
早在2011年，就有山西省的人民代表建议修建一条从阳泉北站到阳泉市区的铁路。2013年，阳泉市市委、市政府决定启动阳泉北至大寨铁路项目。2015年5月，本线开工，时任山西省省长李小鹏和常务副省长高建民出席开工仪式。2016年，本线跨石太铁路的桃河大桥开工，并于2018年11月成功落成。2018年6月，本线西洼沟大桥落成。2019年5月6日5时，为减少对白荫铁路的干扰，阳大铁路公司将白荫铁路三泉村区间迁移1.15公里，并于当天9时完成。2020年9月11日，线路通过北京局集团的验收。9月25日，本线阳泉北至阳泉东段开通。
施工过程中，最大的难点是阳泉市的地质；阳泉市的主要产业为矿业，所以本线经过的区间有大量的采空区和矿渣堆填区，这对于线路标准和投资有着很大的影响。另外在施工中，施工单位广泛使用了建築信息模型应用。

## 运营
当前线上运行的列车为以和谐号CRH6型电力动车组担当的市郊旅客列车和由 25G型空调客车担当的快速旅客列车，乘客可以借此在阳泉市内便捷通行，乘坐石太客运专线上的列车，免去辗转前往阳泉北站的烦恼。未来北京局集团将直接开行从阳泉东站始发的高速动车组列车。目前阳泉东站以南已基本改造完成，运输煤炭的列车未来将可以通过阳涉铁路前往邯长铁路和石太铁路，加快阳泉市和晋中市的煤炭外运，同时减少公路运输产生的污染，预计未来的输送能力为2800万吨/年。